# Cypress, California
Cypress este un oraș din comitatul Orange, statul  California,  Statele Unite ale Americii. Orașul avea 46.229 de locuitori în anul 2000. Teritoriul orașului se întinde pe o suprafață de 17,1 km², cu o densitate a populației de 2.735,4 loc./km².

## Personalități marcante
- John Stamos, actor
- Tiger Woods, jucător profesionist de golf